# Altyngia wyniosła
Altyngia wyniosła (Altingia excelsa) – gatunek drzewa z rodziny altyngiowatych występujący w południowej i południowo-wschodniej Azji, szczególnie częste w górskich lasach Jawy i Sumatry.

## Morfologia
PokrójWiecznie zielone drzewo o strzelistym pniu i szerokiej koronie, osiągające do 60 m wysokości.
OwoceBardzo lubiane przez małpy.

## Zastosowanie
- Gatunek uprawiany dla drewna, twardego i odpornego na termity. Również do rekultywacji terenów zdegradowanych.
- Liście i młode pędy wykorzystywane jako warzywo w kuchni malezyjskiej i indonezyjskiej[5].
- Żywica znajduje zastosowanie w medycynie i przemyśle perfumeryjnym